# マーガレット・テイラー
マーガレット・スミス・テイラー（Margaret Mackall Smith "Peggy" Taylor、1788年9月21日 - 1852年8月14日）は、第12代アメリカ合衆国大統領夫人（ファーストレディ）。

## 生い立ち
マーガレットは1788年9月21日、メリーランド州カルヴァート郡で父ウォルター・スミスと母アン・マッコール＝スミスとの間に生まれた。幼少期は上品で裕福な環境の中で育った。
1809年、ケンタッキー州にいた姉を訪ねた際に、ザカリー・テイラー中尉を紹介される。翌1810年6月21日、21歳のマーガレットは25歳のザカリーと結婚した。結婚式は姉の住まいの近くであるケンタッキー州ルイビルで行われた。二人の結婚生活は幸せなものだったとされている。熱心な米国聖公会の教徒であったマーガレットは、軍人である夫のために定期的に祈りを捧げていた。マーガレットは、「夫が戦いから無事に戻るならば、社会的な楽しみを放棄する」と神に約束し、実際に世間からやや離れて過ごすようになっている。

## 子供
マーガレットはザカリーとの間に多くの子を授かったが、著名な者として、息子のリチャード・テイラーがいる。

## ファーストレディ
ザカリーが政治的にキャリアを積んでいく中で、マーガレットは彼が大統領になるという結末を恐れ、文字通り彼が挫折することを願っていた。マーガレットがファーストレディになる頃、駐屯地を飛び回る夫への同行や、子供たちの誕生といった出来事が彼らにダメージを与えた。病気がちであったため、マーガレットはホワイトハウスの2階に留まり続け、いわゆるファーストレディとしての非政治的行事への参加は、もっぱら娘のメアリー・エリザベス・テイラーがその役を担っていた。

## 晩年
1850年にザカリーが大統領就任直後に亡くなると、マーガレットの健康状態も急速に悪化した。夫の死から2年後の1852年8月14日、ミシシッピ州パスカグーラでこの世を去った。遺体はケンタッキー州ルイビルにあるザカリーの墓の隣に埋葬された。